# Hideo Yamaki
Hideo Yamaki (Japans 山木秀夫, Yamaki Hideo, 22 december 1952) is een Japanse jazzdrummer.

## Biografie
Hideo Yamaki leerde in 1974 pianist Hideo Ichikawa kennen en verhuisde naar Tokio, waar hij in de jazzscene actief werd. Hij speelde in het trio van Hideo Ichikawa en maakte hiermee in 1976 zijn eerste opnames. In 1978 nam hij met Toshiyuki Sekine en Osamu Kawakami de plaat Love for Sale (Audio Lab) op. In de jaren 70 en 80 speelde hij met Mikio Masuda, Osamu Kawakami, Kazumasa Akiyama, Shigeharu Mukai, Yasuaki Shimizu, Eri Ohno, Masahiko Satoh, Yuji Toriyama, Akira Inoue, Toshinori Kondō, Naoko Nishi, Seigen Ono, Nobuyoshi Ino, Yoshiaki Miyanoue, Isoo Fukui, Satoru Shionoya en Kazumi Watanabe, tevens was hij actief in de groep U.M.A. (Ubiquitous Musicians Association) met Bill Laswell, Genji Sawai en Hoppy Kamiyama. 
In de jaren 90 en het begin van de 21ste eeuw speelde hij met Takashi Ohi, Yohichi Murata, Tomohito Aoki, Jun Miyake en Kyomi Otaka. Hij nam in 2003 onder eigen naam de albums There He Goes, Q (Shimizu) en Q (Zizo) op. In 2016 maakte hij met Bill Laswell en Dave Douglas in New York de plaat The Drawing Center. In de jazz speelde hij tussen 1976 en 2016 mee op 58 opnamesessies.